# Eupithecia calderae
Eupithecia calderae es una especie de polilla de la familia Geometridae. La especie fue descrita por primera vez por Claude Herbulot habiendo sido descrita en 1972, con distribución en Guinea Ecuatorial, especialmente descrita en los alrededores de la reserva científica de la Caldera de Luba.